# Timmele kyrka
Timmele kyrka  är en kyrkobyggnad norr om Ulricehamn. Den tillhör Timmele församling i Skara stift.

## Kyrkobyggnaden
Kyrkan ligger på en höjd vid Ätran och söder därom ligger prästgård och gästgiveri. Byggnadens äldsta delar är från 1100-talets mitt och uppförda i sandsten. Bevarad är sydportalen med mansanikten och tympanon. Den har senare tillbyggts åt både öster och väster. Vid mitten av 1500-talet fick kyrkan en tunnvälvd påbyggnad av gråsten åt väster. Utrymmet som kom att kallas ”bakkyrkan” brukades därefter som ammunitionsförråd. Vid 1798 års omfattande ombyggnad efter ritningar av Carl Fredrik Fredenheim vid Överintendentsämbetet fick byggnaden sitt nuvarande utseende. Då ersattes det gamla koret av ett nytt, något bredare än långhuset och det nya koret fick också en trefönstergrupp. Dessa tre fönster sattes dock igen på insidan i samband med att Bo Beskows altartavla installerades på 1950-talet. Anledningen var att altartavlan skulle framträda bättre.
Kyrkan renoverades 1929 och försågs med varmluftsvärmeanläggning. Under sakristian inrymdes ett pannrum och kyrkan fick nya golv och bänkar. Den främre bänkraden togs bort, varvid korgolvets yta kunde utökas och möjliggöra begravningar. 
Den senaste stora renoveringen och ombyggnaden genomfördes 1989-1990 då kyrkan anpassades för moderna behov. Ett vapenhus i två våningar i väster tillkom, där samlingsrum, körrum och handikapptoalett ingår. Man hade även tänkt att samtidigt mura igen de tre korfönstren även från utsidan, men det projektet mötte så hårt motstånd från församlingsborna att man istället åter öppnade upp fönstergruppen fullständigt. Det gamla altaret från 1798 restaurerades och gjordes flyttbart och fick nu tjäna som podium åt altartavlan.

## Klockstapel
Den gamla 1760 ombyggda klockstapeln förstördes genom ett åsknedslag. Därefter uppfördes 1915 dagens stapel av rödmålat trä.

## Inventarier
- Nattvardskalk från 1383 som på foten är utsmyckad med gjutna bilder av den korsfäste, Maria och apostlarna. Den bär också inskriften Ave Maria, ora [Var hälsad Maria, bed (för oss)]. Kalken är troligen den äldsta kalk i Sverige som fortfarande används.
- Predikstol från 1886, med sniderier av snickare J. F. Carlsson, Kroken.
- Altartavlan är utförd 1954 av Bo Beskow och har formen av ett tredelat altarskåp med bilder från Jesu liv. Den tidigare altartavlan förvaras i vapenhuset.
- Dopfunt i kalksten från 1985, med en betydligt äldre dopskål i silver.

### Orglar
- Orgelfasaden härstammar från kyrkans första orgel byggd 1864 av Svante Johansson i Liared.
- Åren 1918-1970 användes ett orgelverk tillverkat av Nordfors & Co med tolv stämmor.
- Dagens mekaniska verk är tillverkat 1970 av Mårtenssons orgelfabrik och har tolv stämmor fördelade på två manualer och pedal. Fasaden gjordes samtidigt ljudande från att tidigare ha varit stum.[1]

## Bilder

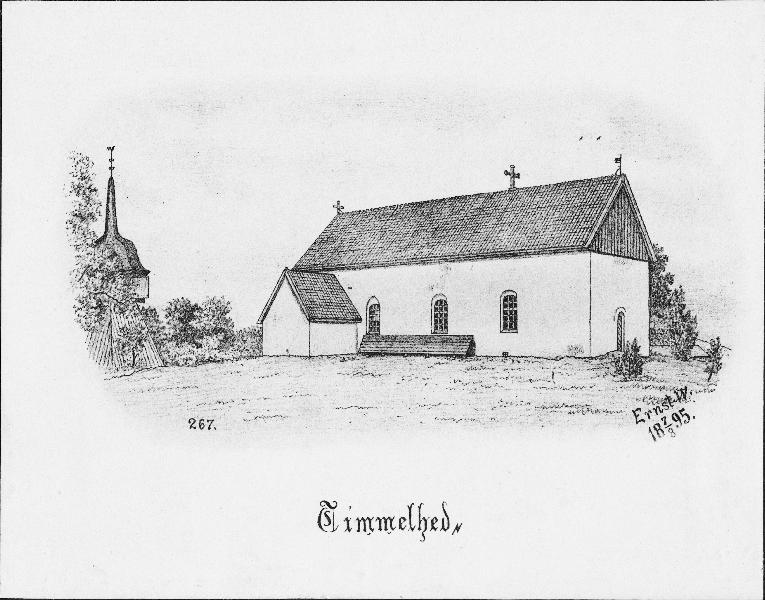
Kyrkan på teckning från 1895.
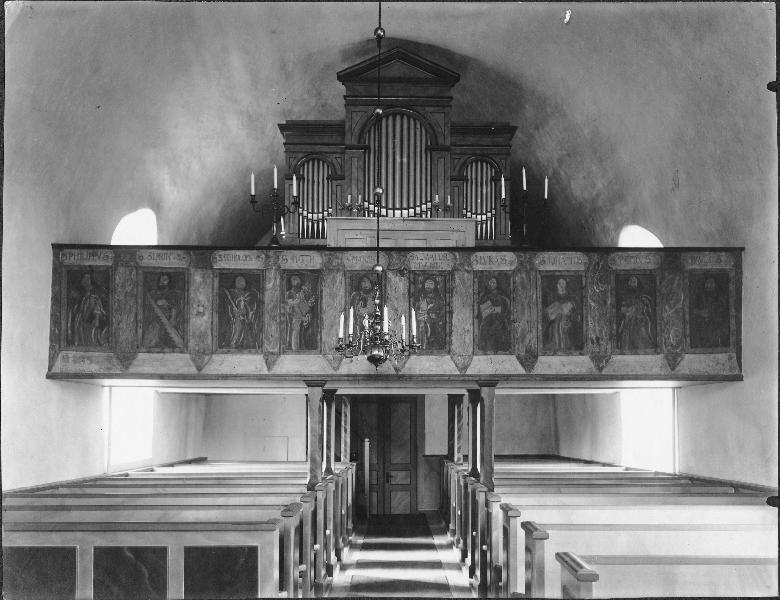
Orgelläktaren efter renoveringen 1929
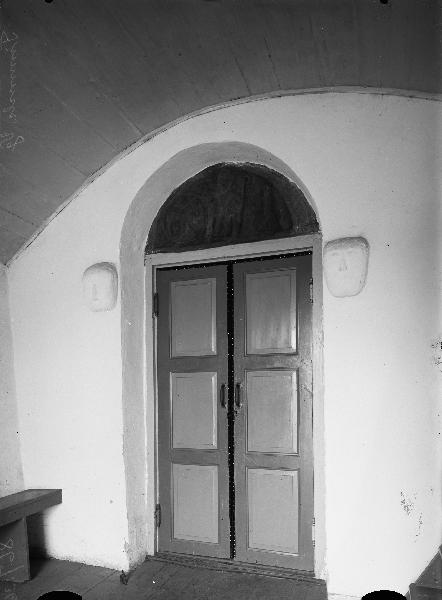
Den gamla sydportalen
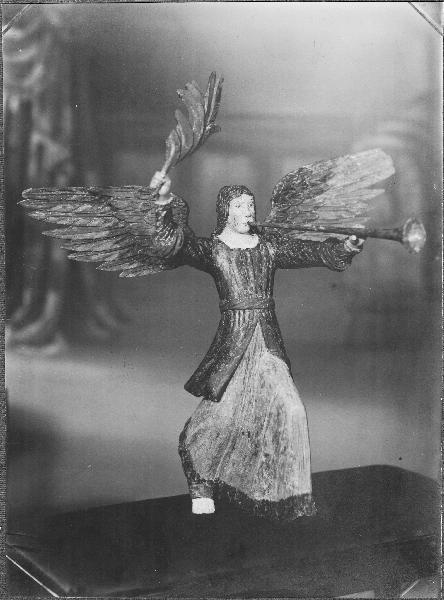
Basunängel från altaruppsatsen
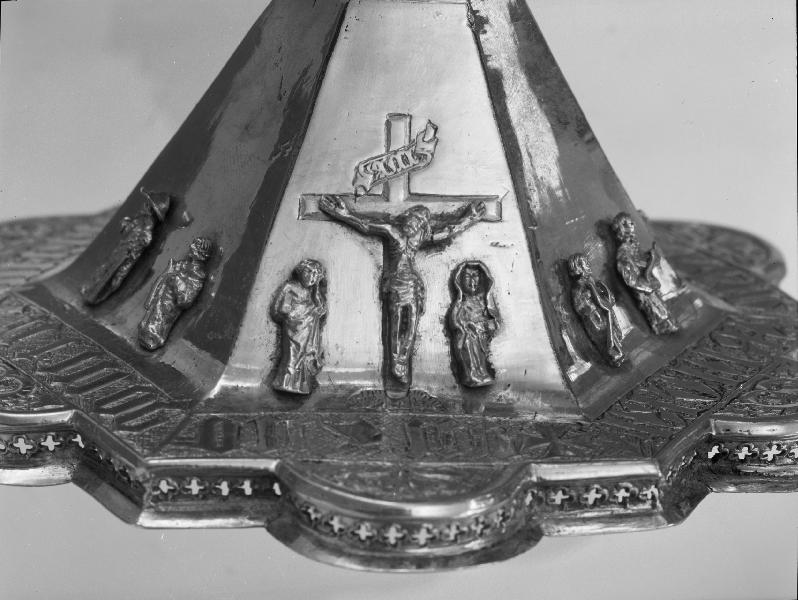
Nattvardskalkens fot
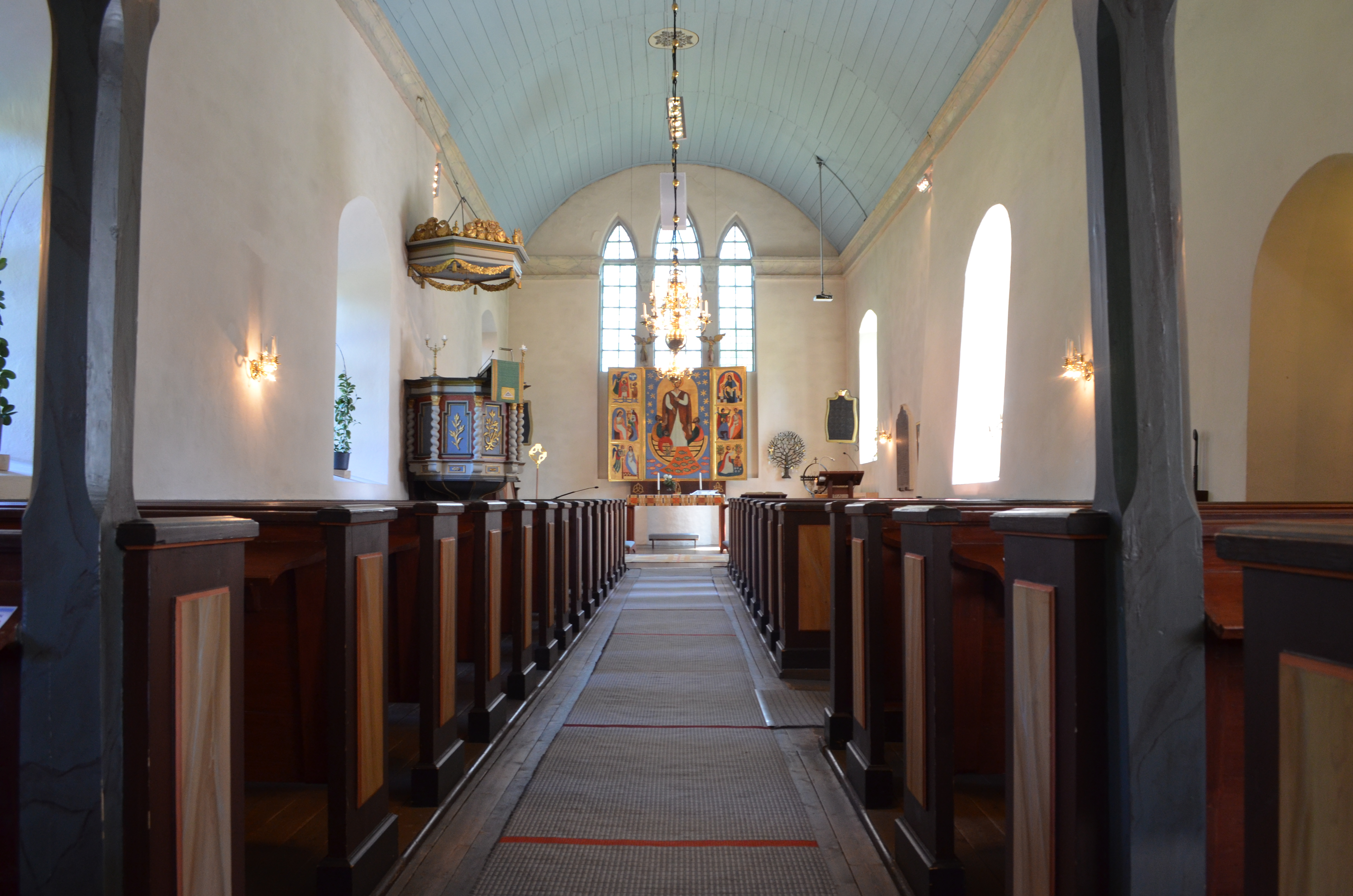
Timmele kyrkas kyrksal
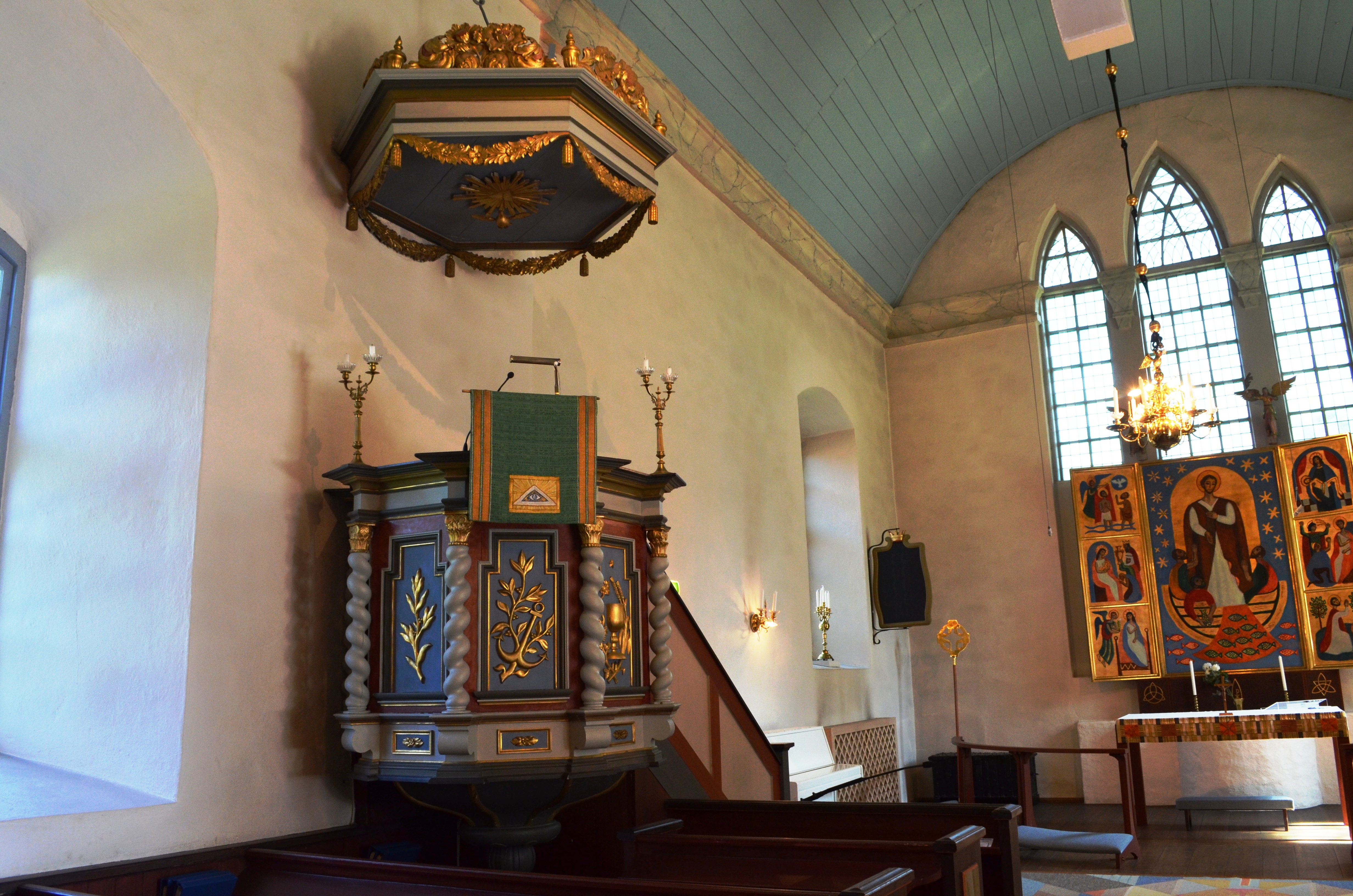
Timmele kyrkas predikstol
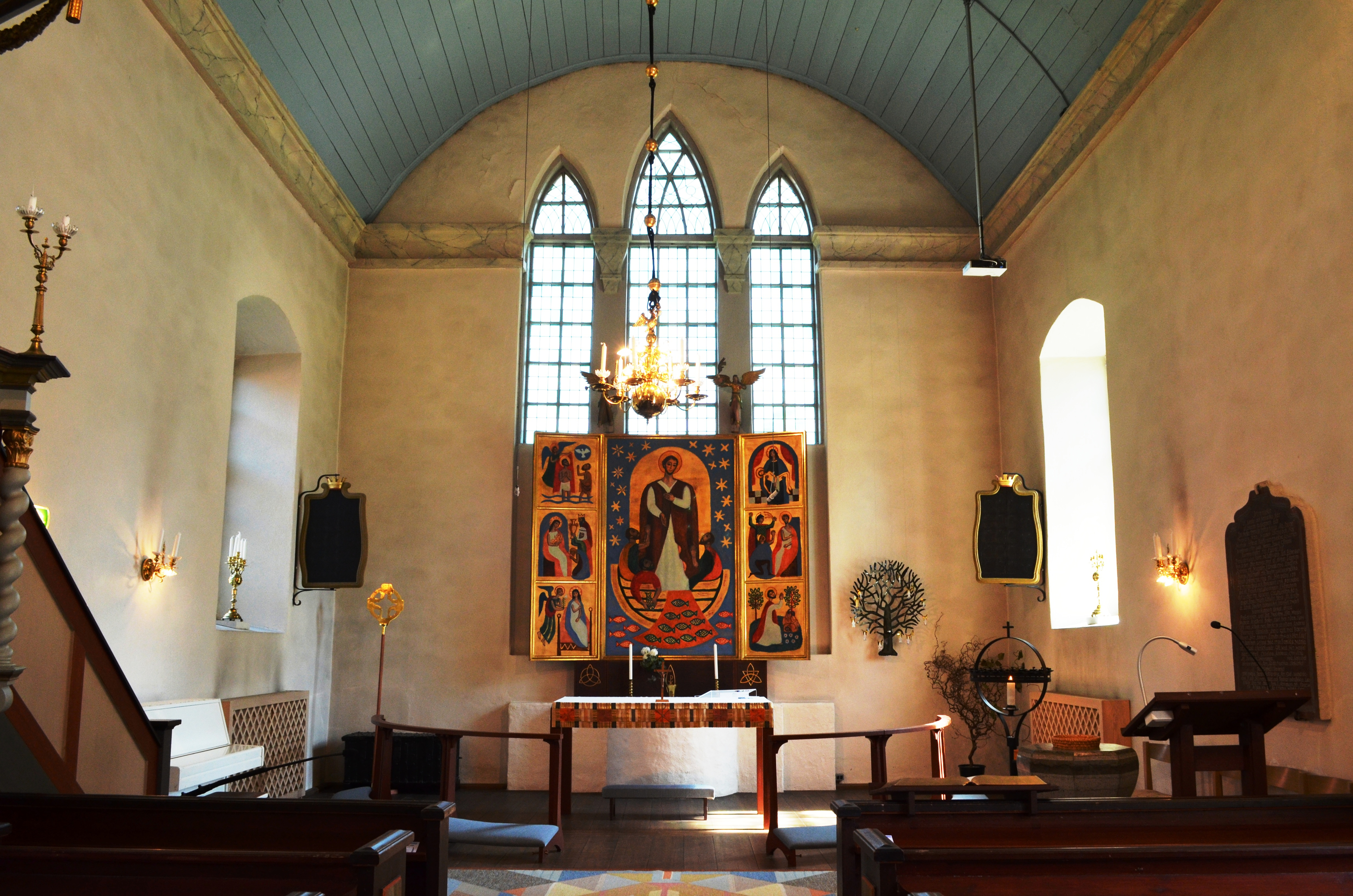
Timmele kyrkas altare
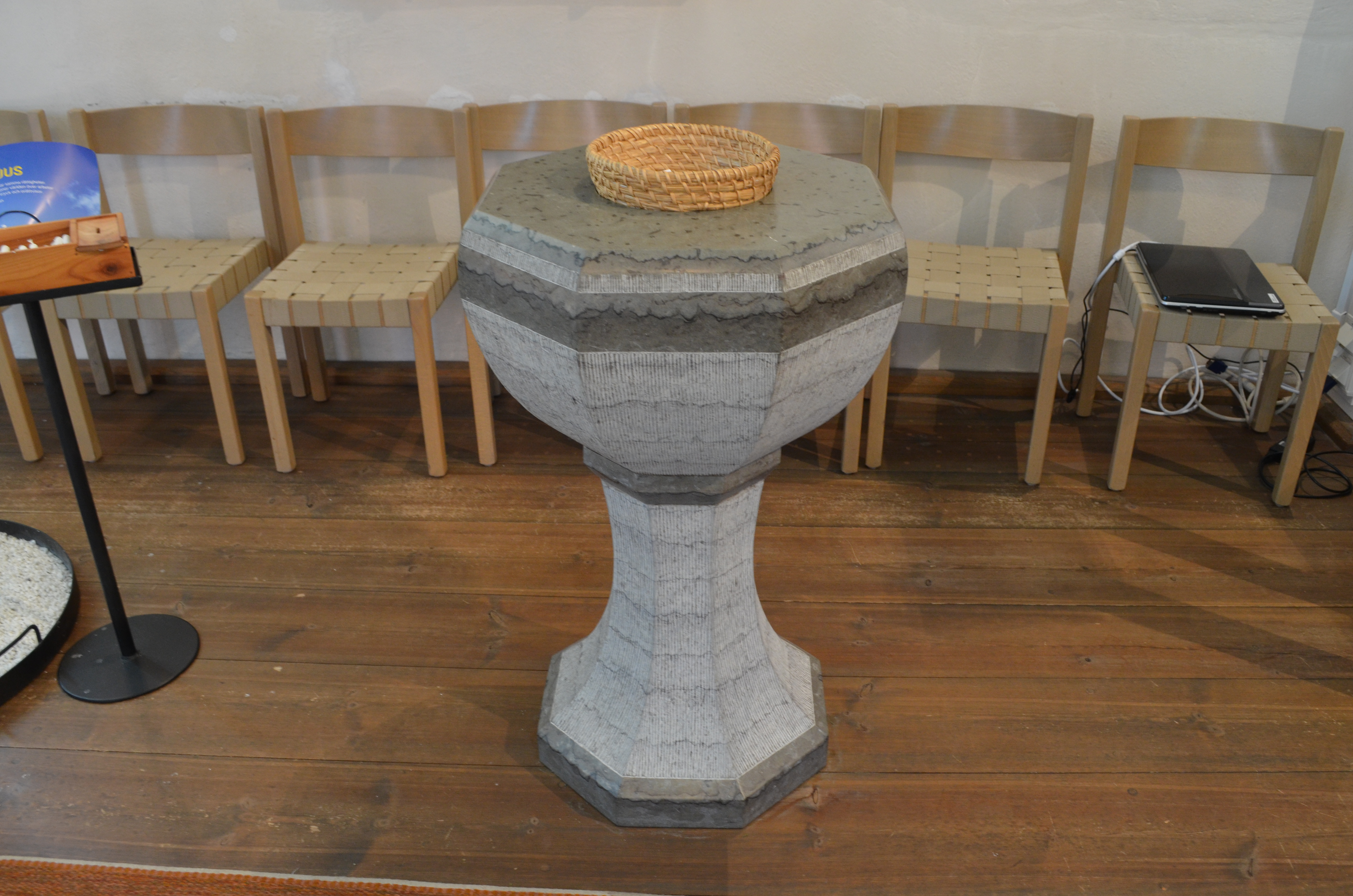
Timmele kyrkas dopfunt
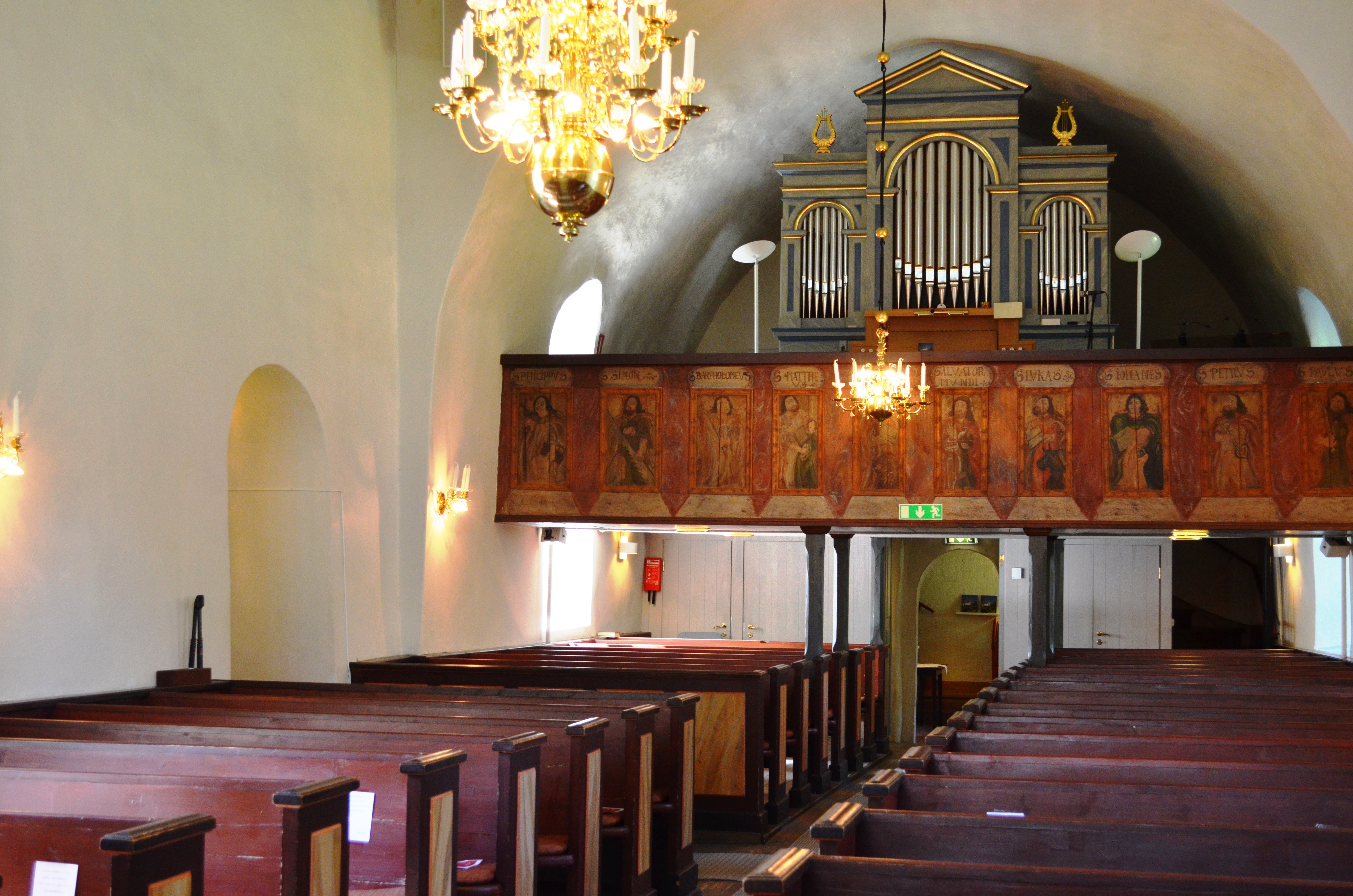
Timmele kyrkas kyrkorgel